# Lamas (Macedo de Cavaleiros)
Lamas es una freguesia portuguesa del municipio de Macedo de Cavaleiros, con 8,71 km² de superficie y 287 habitantes (2001). Su densidad de población es de 33,0 hab/km².